# Je suis une bande de jeunes
Pistes de Laisse béton
La Chanson du loubard
(3) Adieu minette
(5)
Je suis une bande de jeunes est une chanson interprétée par le chanteur français Renaud, extraite de son deuxième album Laisse béton sorti en 1977 et parue en face B du 45 tours Laisse béton. Les paroles contiennent un refrain-quatrain qui commence par « Je suis une bande de jeunes. »
Sur un ton humoristique, Renaud explique comment, du fait de l’absence de la plupart de ses amis, qui sont soit au travail soit en prison, il a créé une bande de jeunes dont il est le seul membre. Il y occupe ainsi tous les rôles et se félicite de la simplicité que ça implique pour les décisions, la solidarité ou pour la résolution des conflits au sein du groupe. Il déclare également si bagarrer fréquemment avec la bande à Pierrot, qui comporte quant à elle deux personnes.